# Orderik Vitalis
Orderic Vitalis, angleški (normanski) kronist, avtor obsežne kronike Normandije in Anglije 11. in 12. stoletja, (* 1075, Anglija, † okrog 1142, St Evroul-en-Ouche, Francija)

## Otroštvo
Orderik je bil najstarejši sin francoskega duhovnika Odelerja Orleaskega. Odeler je bil v službi prvega grofa Shrewsburyja Rogerija Montgomeryjskega, od katerega je dobil v upravljanje mestno kapelo. Ko je imel Orderik pet let, so ga starši poslali na šolanje k angleškemu duhovniku Siwardu, ki je imel šolo v cerkvi sv. Petra in Pavla v Shrewsburyju. Pri enajstih letih je v Normandiji kot novic vstopil v samostan St Evroul-en-Ouche, ki ga je finančno podpiral grof Rogerij.
Starši so za Orderikovo pripustitev plačali trideset mark. Mali Orderik je na začetku preživljal težke čase, »kot Jožef v tuji deželi«, kot je sam kasneje rekel, saj ob prihodu v Normandijo ni znal niti ene francoske besede. Kasneje je tudi izjavil, da so mu starši naložili težko breme samostanskega življenja v želji in prepričanju, da mu bo dobro. Oče je meniški poklic globoko spoštoval in se je po svoji upokojitvi nekaj let kasneje tudi sam umaknil v samostan, ki ga je na njegovo prigovarjanje ustanovil grof Rogerij. Knjige, ki jih je Orderik napisal mnogo let kasneje, kažejo, da nikoli ni izgubil angleškega načina razmišljanja in stika s svojo domovino. 
V samostanu so imeli z izgovorjavo njegovega krstnega imena Orderik velike težave, zato so ga po pripadniku legendarne tebanske legije prekrstili v Vitalisa. Kasneje je v naslovu svoje velike kronike svojemu prvemu imenu pripisal še drugo, na koncu pa je s ponosom dodal še nadimek Angligena.
V njegovem samostanskem življenju se ni dogajalo nič posebnega: leta 1093 je postal diakon, leta 1107 pa duhovnik. Samostan je zapuščal bolj redko: leta 1105 je obiskal Croyland, Worcester in Cambrai, leta 1132 pa Cluny. Svojo pozornost je že zelo zgodaj posvetil literaturi in izgleda, da je mnogo let cela poletja preživljal v samostanskem skriptoriju. 

## Delo
Samostanski predstojniki so mu (nekako med letoma 1099 in 1122) naročili, naj napiše zgodovino samostana St Evroul. Pod njegovim peresom je namesto zgodovine samostana nazadnje nastala knjiga Historia Ecclesiastica (Cerkvena zgodovina), splošna zgodovina takratnega obdobja. Samostan St Evroul je bil bogat in ugleden in v vojnah izčrpani vitezi so ga na stara leta pogosto izbrali za svoje počivališče. Samostan je stalno gostil obiskovalce iz južne Italije, kjer je imel številne podružnice, in Anglije, kjer je imel velike posesti. Orderik je bil zato vedno in dobro obveščen o vseh pomembnih dogodkih, čeprav se jih sam ni udeležil. 
Slog njegovega pisanja je okoren in izumetničen, vendar je pripovedovanje kljub temu živahno. Orisi značajev in presoje situacij so izvrstne. Pripoved je pomanjkljivo urejena in polna nepričakovanih odmikov, a je kljub temu neprecenljiv vir podatkov, ki jih pri drugih, bolj sistematičnih kronistih, težko najdemo. V svojih delih je zelo osvetlil navade in način razmišljanja tistega časa. Na zgodovino je gledal široko in iz nje sklepal na prihodnji potek dogajanj, zato so njegovi komentarji presenetljivo pronicavi.
Njegova pripoved se konča sredi leta 1141. Leta 1142 je dodal še nekaj zaključkov in izjavil, da je že star in slaboten. Ko je dokončal svoje veliko delo, je verjetno kmalu za tem umrl. 

## Historia Ecclestiastica
Orderikova Cerkvena zgodovina je sestavljena iz treh delov:
1. del: knjigi I. in II. opisujeta zgodovino krščanstva od Kristusovega rojstva in sta zgodovinsko brez vrednosti. Zgodovina po letu 855 postane golo naštevanje papežev, ki se konča z Inocencem I. Knjigi sta bili k prvotni shemi dodani kasneje. Napisani sta bili v letih 1136-1141.
2. del: knjige III. do VI. opisujejo zgodovino samostana St Evroul in tvorijo jedro Orderikovega dela. Načrt zanje je bil narejen pred letom 1122, napisane pa so bile v letih 1123-1131. Četrta in peta knjiga močno odstopata od vsebine ostalih in opisujeta dejanja Viljema Osvajalca v Normandiji in Angliji. Vsebina do leta 1167 nima večje vrednosti in je v glavnem povzetek dveh že obstoječih virov: Historie Normannorum Viljema Jumigeškega in Geste Guillemi Viljema Poitierskega. Leta 1067-1071 so povzetek zadnjega dela Geste Guillemi. Zgodovina po letu 1071 je Orderikovo izvirno delo, vendar so ocene političnih dogodkov mnogo bolj skromne kot v kasnejših knjigah.
3. del: knjige VII. do XIII., v katerih so cerkvene zadeve potisnjene v ozadje. V tem delu Orderik najprej oriše zgodovino Francije pod Karolingi in zgodnjimi Capeti, potem pa nadaljuje z dogodki iz svojega časa. Opisi se začenjajo približno z letom 1082. Mnogo pove o zadevah, ki se nanašajo na cesarstvo, papeže, Normane na Siciliji in Apuliji ter prvo križarsko vojno, za katero se sklicuje na Fulka Chartreškega in Baudrija Bourgueilskega. Središče njegovega zanimanja je vsekakor zgodovina Roberta Normandijskega , Viljema Rufusa in Henrika I. Angleškega. Svoje delo nato nadaljuje v obliki letopisov do poraza Štefana Angleškega v Linkolnu leta 1141 in njegovega ujetništva.